# Kupiuka vochysiae
Kupiuka vochysiae is een spinnensoort in de taxonomische indeling van de springspinnen (Salticidae).
Het dier behoort tot het geslacht Kupiuka. De wetenschappelijke naam van de soort werd voor het eerst geldig gepubliceerd in 2010 door Ruiz.